# جورجه ایوانوویچ
جورجه ایوانوویچ (سیریلیک صربی: Ђорђе Ивановић؛ زادهٔ ۲۰ نوامبر ۱۹۹۵) بازیکن فوتبال اهل صربستان است.
از باشگاه‌هایی که در آن بازی کرده‌است می‌توان به باشگاه فوتبال ماریبور، باشگاه فوتبال شاختیور سالیهورسک، و باشگاه فوتبال پارتیزان اشاره کرد.
وی همچنین در تیم ملی فوتبال صربستان بازی کرده‌است.